# حمیرا گلشنی
حمیرا گلشنی (زاده: ۱۳۴۸ شهر نو، ولایت سرپل) سیاست‌مدار افغانستانی و نماینده مردم سرپل در دوره پانزدهم مجلس نمایندگان افغانستان است.

## زندگی‌نامه
حمیرا گلشنی متولد ۱۳۴۸ از شهر نوِ ولایت سرپلِ افغانستان است. وی دارای مدرک تحصیلی بکلوریا/دیپلم است.

## دیگر فعالیت‌ها
- واکسیناتور در ریاست صحت عامه سرپل.[۱]